# Geldmengenwachstum
Unter Geldmengenwachstum wird eine Erhöhung der Geldmenge (Geldmengenaggregat M3 im Euroraum) verstanden. Die Geldmenge versuchen die Zentralbanken der jeweiligen Währungsräume mit Instrumenten der Geldpolitik, insbesondere über das Setzen des Leitzinses oder über die Implementierung unkonventioneller Maßnahmen wie quantitative Lockerung, zu steuern. Deklariertes Ziel ist hierbei die Gewährleistung der Preisniveaustabilität.

## Begriffliche Einordnung
In ihrer geldpolitischen Strategie, die 1998 formuliert wurde, weist die Europäische Zentralbank (EZB) der Geldmenge eine besondere Rolle zu. Dies spiegelt wider, dass Inflation auf mittlere bis längere Sicht letztendlich monetäre Ursachen hat. Jean-Claude Trichet, ehemaliger Präsident der EZB: „Es gibt einen langfristigen Zusammenhang zwischen Geldmengenwachstum und Inflation“. Die enge Beziehung, die gemäß einem grundlegenden Prinzip der Volkswirtschaft auf mittlerer Sicht zwischen Geldmenge und Preisen besteht, legt nahe, dass die Analyse dauerhafter Trends der Geldmengenentwicklung für jede Zentralbank, die auf Gewährleistung der Preisstabilität abstellt, von entscheidender Bedeutung ist.

## Geldanbieter

### Zentralbank
Dominierender Geldanbieter, der der Volkswirtschaft über die Geschäftsbanken Basisgeld in Gestalt der Zentralbankgeldmenge zur Verfügung stellt, ist die Zentralbank (in Europa ist das die EZB). Sie beeinflusst auch gleichzeitig das Geldangebot an die Nichtbanken: Finanzintermediäre, Staat und Ausland.

### Geschäftsbanken
Geschäftsbanken schöpfen im Rahmen der Vergabe von Krediten oder beim Kauf von Aktiva Giralgeld, welches den Großteil der umlaufenden Geldmenge ausmacht. Die Erhöhung des Geldangebots erfolgt daher maßgeblich durch die Geldschöpfung privater Geschäftsbanken.

### Staat
Der Staat kann das Geldangebot beeinflussen, indem er einen Teil seiner Kassenguthaben auflöst oder Zahlungen aus dem Ausland oder Zentralbankkredite erhält.

## Geldmengensteuerung
Die Zentralbanken können die Geldmenge durch zwei Instrumente der Geldpolitik beeinflussen
- Offenmarktpolitik
- Refinanzierungspolitik

Das Hauptinstrument sind hierbei die Offenmarktgeschäfte. Durch diese wird die verfügbare Menge an Zentralbankgeld beeinflusst, welches jedoch – bis auf Bargeld – nicht von privaten Haushalten und nicht-finanziellen Unternehmen für Transaktionen genutzt werden kann, da diese keine Konten bei der Zentralbank unterhalten. Der Kauf von Wertpapieren durch die Zentralbank vergrößert daher zwar die Menge an Zentralbankgeld, hat jedoch nur indirekte Auswirkungen auf die Geldmenge. Diese steigt nur, wenn Wertpapiere von Nichtbanken gekauft werden (über Banken als Intermediäre), oder wenn durch eine solche Operation die Zinsen sinken und dies die Nachfrage nach und Vergabe von Krediten anregt. Der Zusammenhang von Zentralbankgeld und Geldmenge ist insbesondere in Krisenzeiten, z. B. in einer Liquiditätsfalle, nur sehr schwach ausgeprägt.
Eine exogene Ursache des Anstiegs der erweiterten Geldmenge wie M3 kann z. B. auf Grund von Umschichtungen von Bundesanleihen in Geldmarktfonds durch Anleger geschehen – da M3 keine Bundesanleihen beinhaltet.

## Auswirkungen
Durch wachsende Geldschöpfung im Kreditsystem kann die zirkulierende Geldmenge konjunkturabhängig wachsen oder schrumpfen. Eine zu kleine Geldmenge kann zu Kreditverknappung, Rezession und Deflation führen. Eine wachsende Geldmenge kann zu größerer Güternachfrage führen. Wenn die Kapazitäten zur Bereitstellung eines erhöhten Güterangebots nicht schnell genug geschaffen werden können, z. B. auf Grund einer geschlossener Produktionslücke oder bei Engpässen auf bestimmten Gütermärkten, führt die Ausweitung der Geldmenge zu Preissteigerungen auf den Gütermärkten, d. h. zu Inflation.

### Inflation
Inflation ist einerseits eine Preissteigerung von Gütern und Dienstleistungen und andererseits eine Geldentwertung. Inflation entsteht, wenn die nachfragende Geldmenge schneller steigt als die (produzierte) Gütermenge (BIP).

### Moderne Sichtweise
Kurzfristig beeinflussen Veränderungen des Geldmengenwachstums in erster Linie die Produktion, nicht aber die Inflation. Erst auf mittlere Frist deutet sich ein Zusammenhang zwischen Geldmengenwachstum und Inflation an.
Wichtig ist auch die Tatsache, dass die Zentralbank das Geldmengenaggregat M3 viel weniger als das Geldmengenaggregat M1 kontrollieren kann. Diese Effekte lassen sich auch daran erkennen, dass das Wachstum von M3 in der Vergangenheit oft weit entfernt von dem Ziel lag, das die Zentralbank angekündigt hatte.

## Messung des Geldmengenwachstums
Um dieses Wachstum zu messen, hat der EZB-Rat eine Wachstumsrate der Geldmenge M3 als Referenzwert angegeben. Dieser wird auf Basis von mittelfristigen Annahmen über die reale Wachstumsentwicklung des BIP und die Umlaufgeschwindigkeit von M3 ermittelt. Der Referenzwert für das Geldmengenwachstum soll im Einklang mit der Definition des EZB-Rates von Preisniveaustabilität stehen und der Erreichung dieses zentralen Zieles der EZB dienen.

### Referenzwert für das Geldmengenwachstum
Ist der Wert für das mittelfristige Wachstum des monetären Aggregats M3, den die EZB im Rahmen der „zweiten Säule“ ihrer geldpolitischen Strategie angekündigt hat. Der Wert liegt derzeit (und seit Beginn der EWU) bei 4,5 % p. a.

## Entwicklung des Geldmengenwachstums
Im Februar 2008 wies die EZB einen Anstieg der Geldmenge M3 um 11,3 % auf Jahressicht aus. Der Zuwachs blieb somit wieder deutlich über der EZB-Referenzrate von 4,5 %. Nach Einschätzung der Notenbank beinhaltet das starke Geldmengenwachstum mittel- bis längerfristig ein Aufwärtsrisiko für die Preisentwicklung.